# Museu Calouste Gulbenkian
O Museu Calouste Gulbenkian acolhe uma das mais importantes coleções privadas de arte do mundo, abrangendo obras do Antigo Egito, das artes do Mundo Islâmico, da China e Japão, bem como as artes decorativas francesas, joias de René Lalique e quadros de mestres da pintura como Rembrandt, Rubens, Monet, Renoir, Manet, Edgar Degas e Turner. 
O projeto do edifício é da autoria dos arquitetos Alberto Pessoa, Pedro Cid e Ruy Jervis d'Athouguia.
A sua colecção é composta por aproximadamente seis mil peças de arte antiga e moderna, das quais apenas mil e trinta se encontram expostas ao público.
O museu abriu as suas portas em Outubro de 1969, dando seguimento às disposições testamentárias de Calouste Sarkis Gulbenkian, industrial de origem arménia, fixado em Portugal em meados do século XX, e que ao longo da sua vida reuniu uma vasta colecção de arte. 

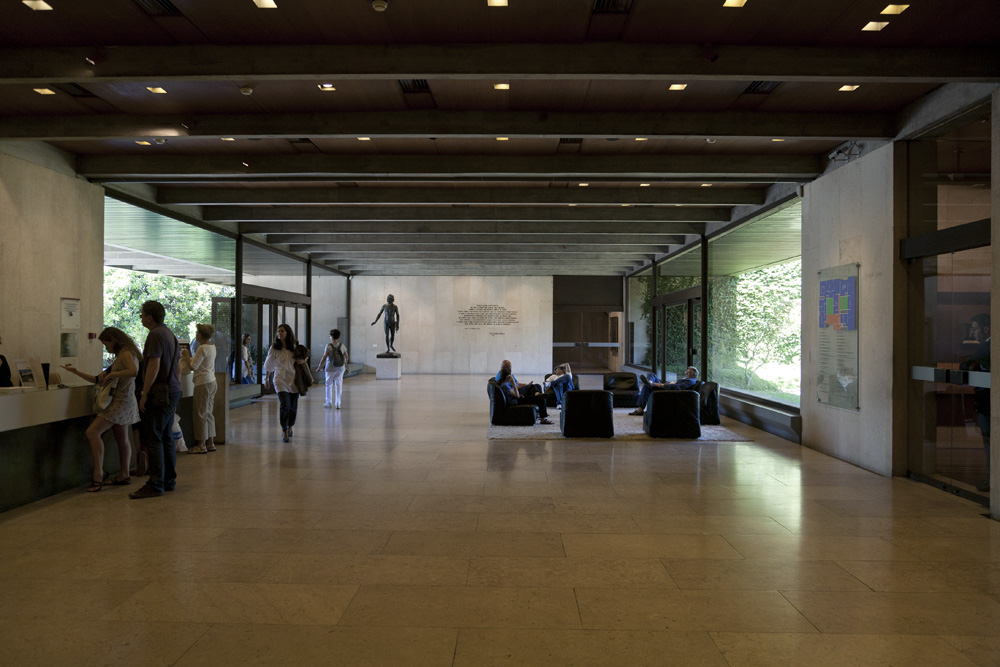
Entrada do Museu

As peças da exposição permanente encontram-se expostas de forma a constituir dois circuitos independentes. O primeiro é dedicado à Arte Oriental e Clássica, com peças de arte egípcia, greco-romana, arte islâmica, arte da China e arte do Japão. 
O outro circuito é dedicado à Arte Europeia, com peças cronologicamente situadas num período que se inicia no século XI e termina no século XX. Este circuito possui núcleos dedicados à arte do livro, artes decorativas, escultura e pintura. No tocante a este último núcleo, salientem-se os trabalhos de artistas como Rogier van der Weyden, Stefan Lochner, Dirck Bouts, Domenico Ghirlandaio, Giambattista Moroni, Peter Paul Rubens, Frans Hals, Rembrandt, Jacob van Ruisdael, Nicolas de Largillière, Jean-Marc Nattier, François Boucher, Maurice Quentin de La Tour, Francesco Guardi, Thomas Gainsborough, Jean-Honoré Fragonard, Hubert Robert, Nicolas-Bernard Lépicié, Thomas Lawrence, William Turner, Jean-Baptiste Camille Corot, Jean-François Millet, Édouard Manet, Edward Burne-Jones, Edgar Degas, Henri Fantin-Latour, Claude Monet, Pierre-Auguste Renoir e Henri Rousseau.
Na coleção de escultura encontram-se obras de Jean de Liége, Antonio Rossellino, Andrea della Robbia, François Duquesnoy, Filippo Parodi, John Michael Rysbrack, Jean-Baptiste Lemoyne, Jean-Baptiste Pigalle, Jean-Jacques Caffieri, Jean-Antoine Houdon, Antonio Canova, Antoine-Louis Barye, Jean-Baptiste Carpeaux, Jules Dalou, Auguste Rodin, Denys Puech e Alfred Janniot.

## Galeria

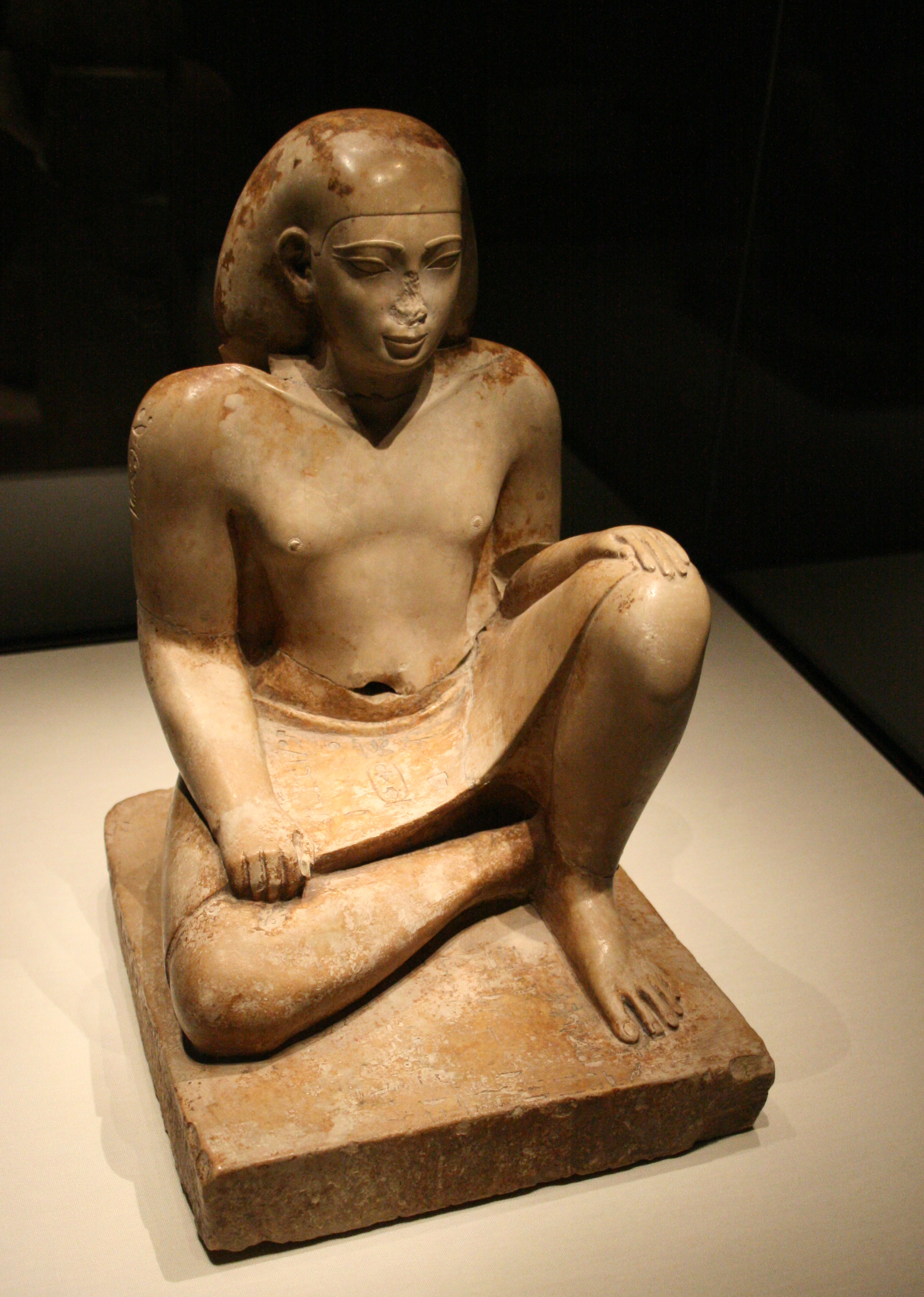
Escultura egípcia, XXVI dinastia
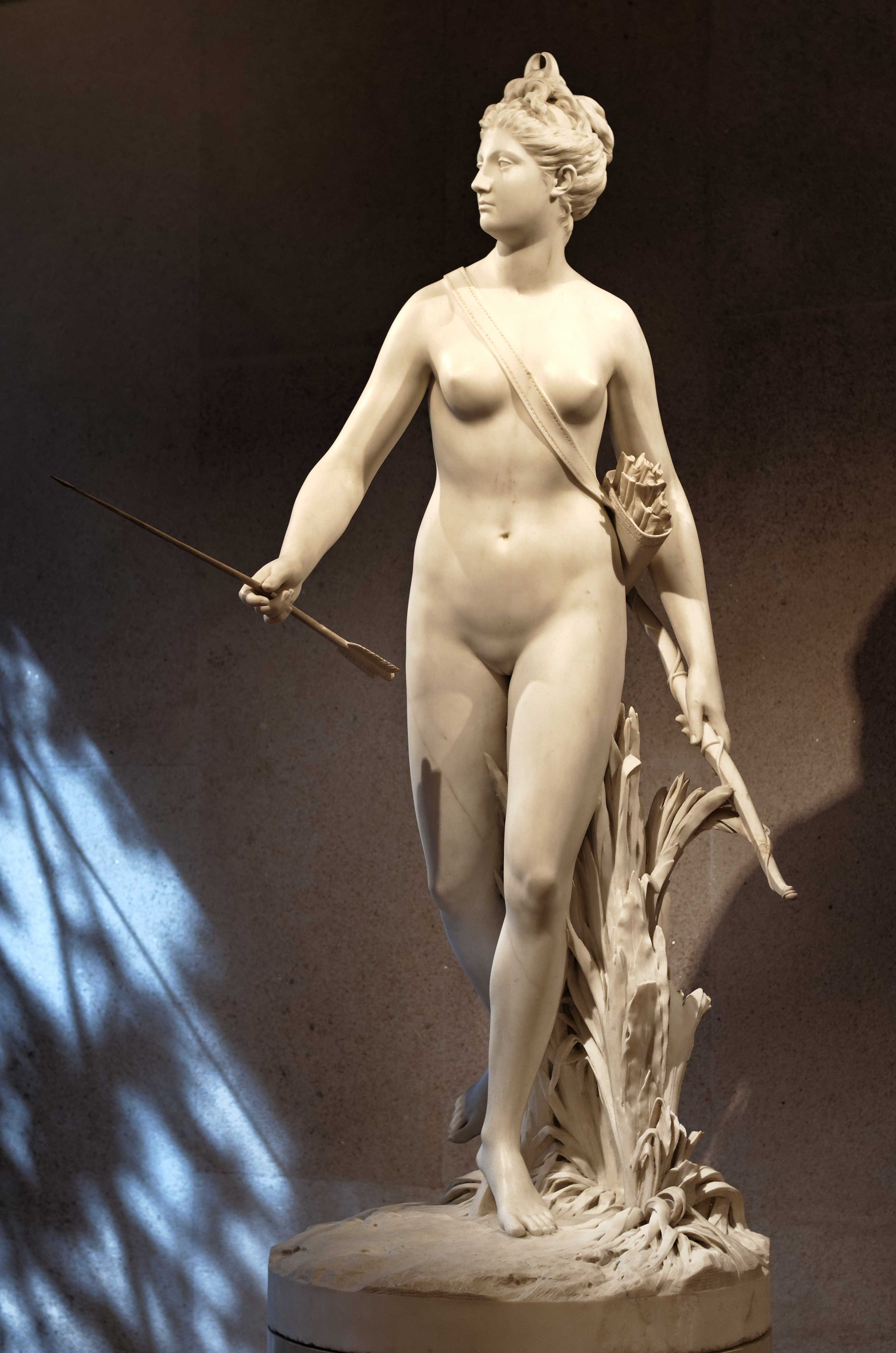
Houdon: Diana, 1780
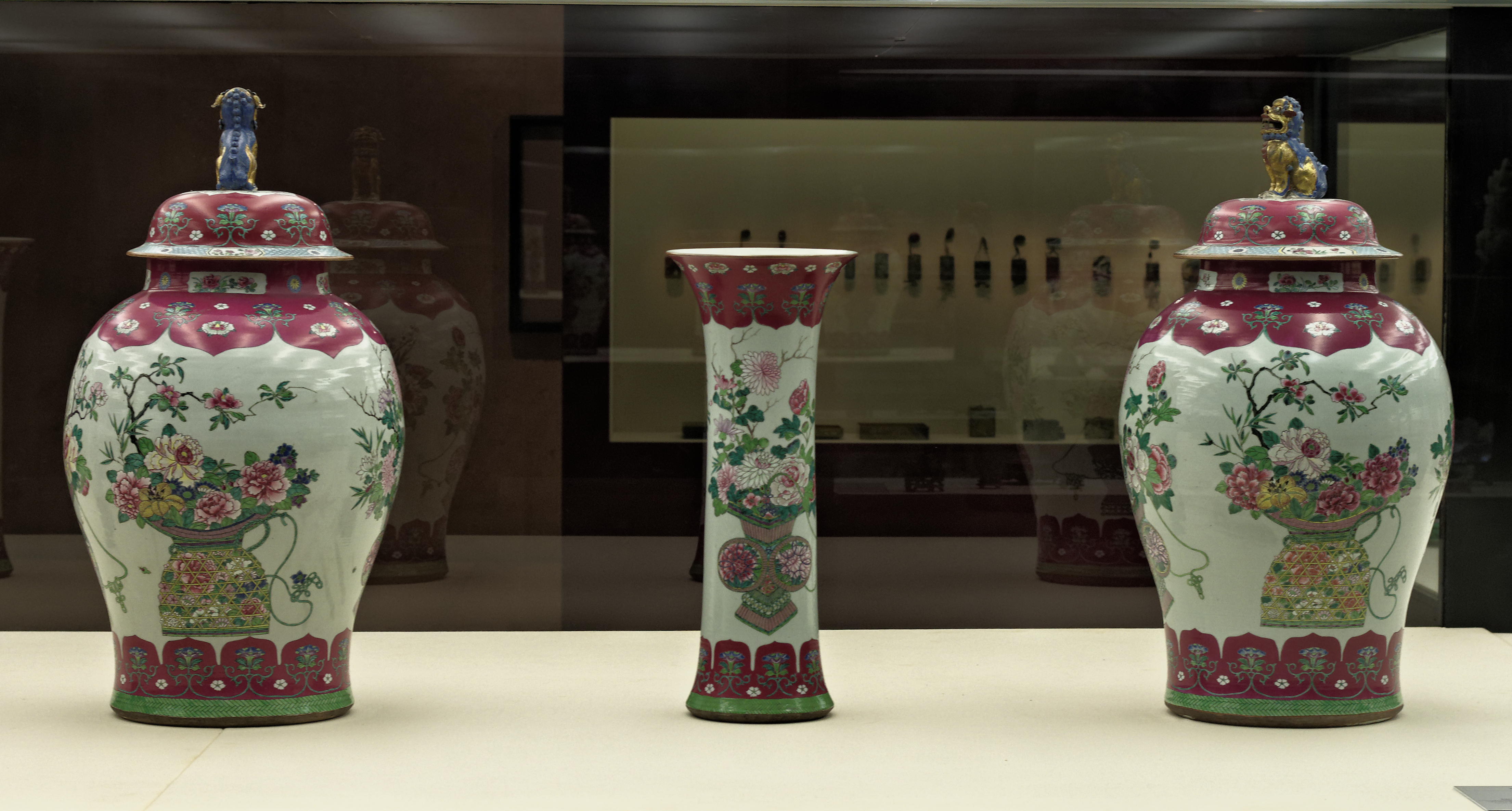
Vasos chineses, dinastia Ching
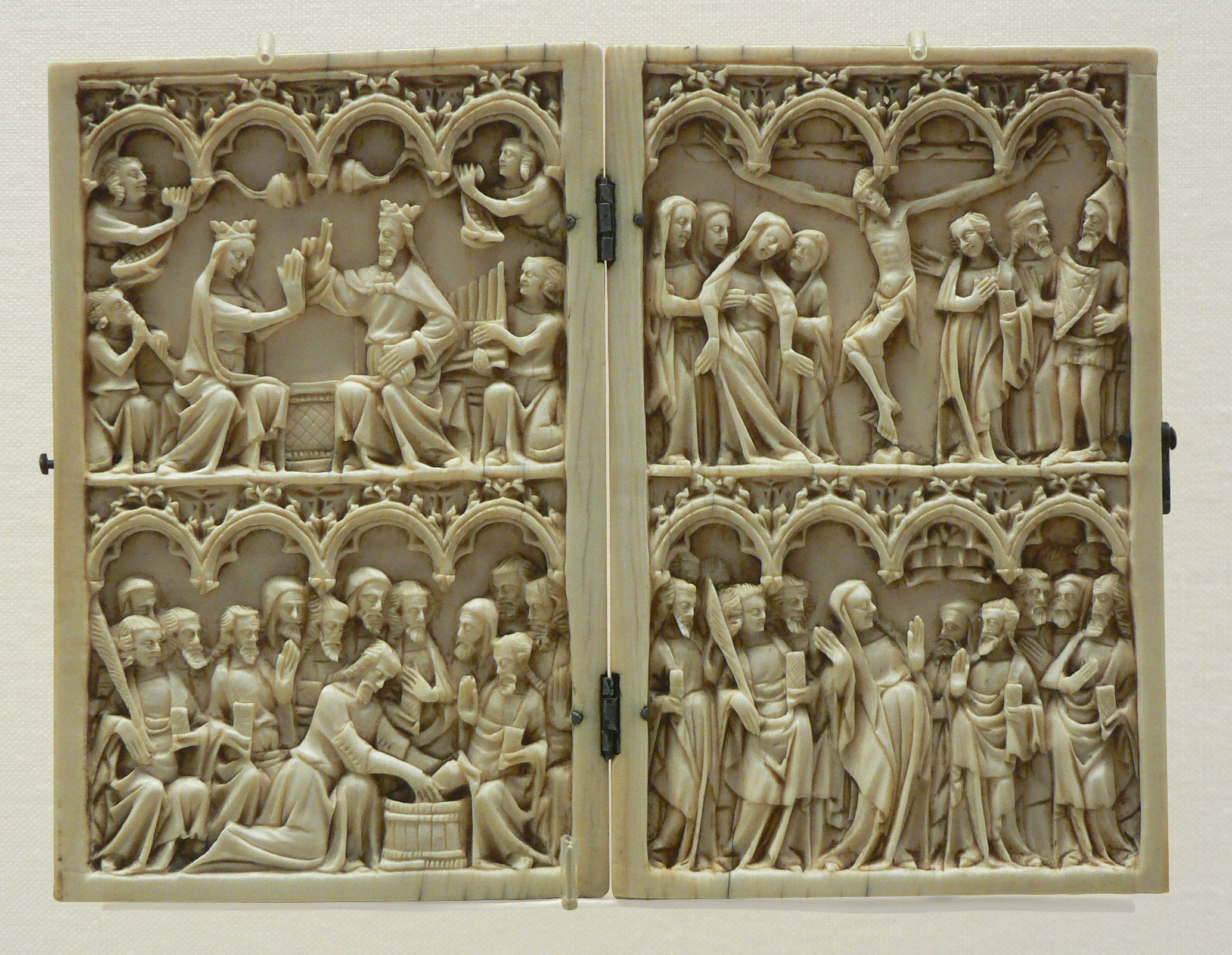
Díptico francês em marfim, século XIV
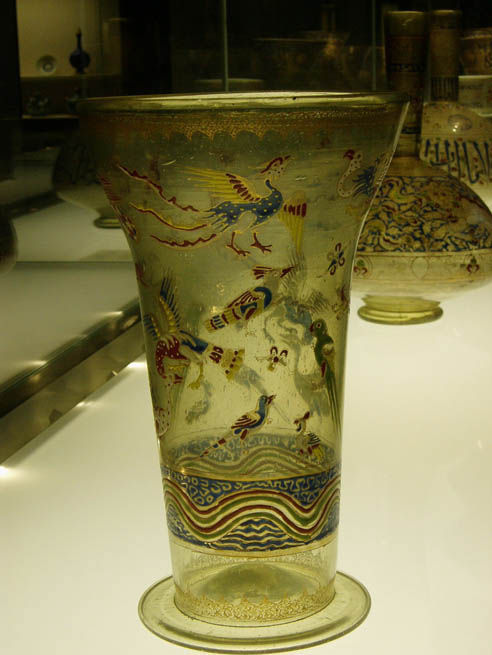
Vaso islâmico, século XIV
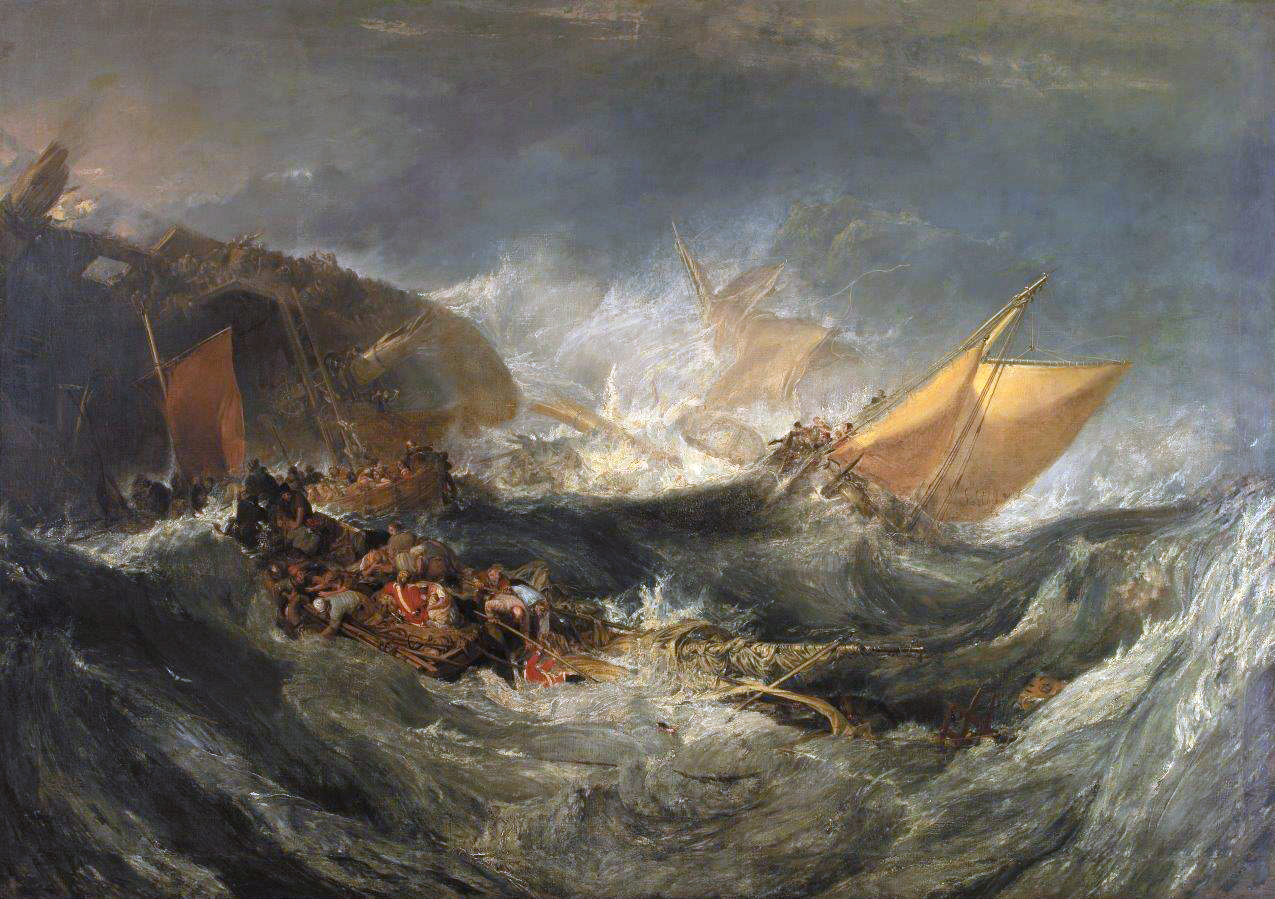
Turner: Naufrágio
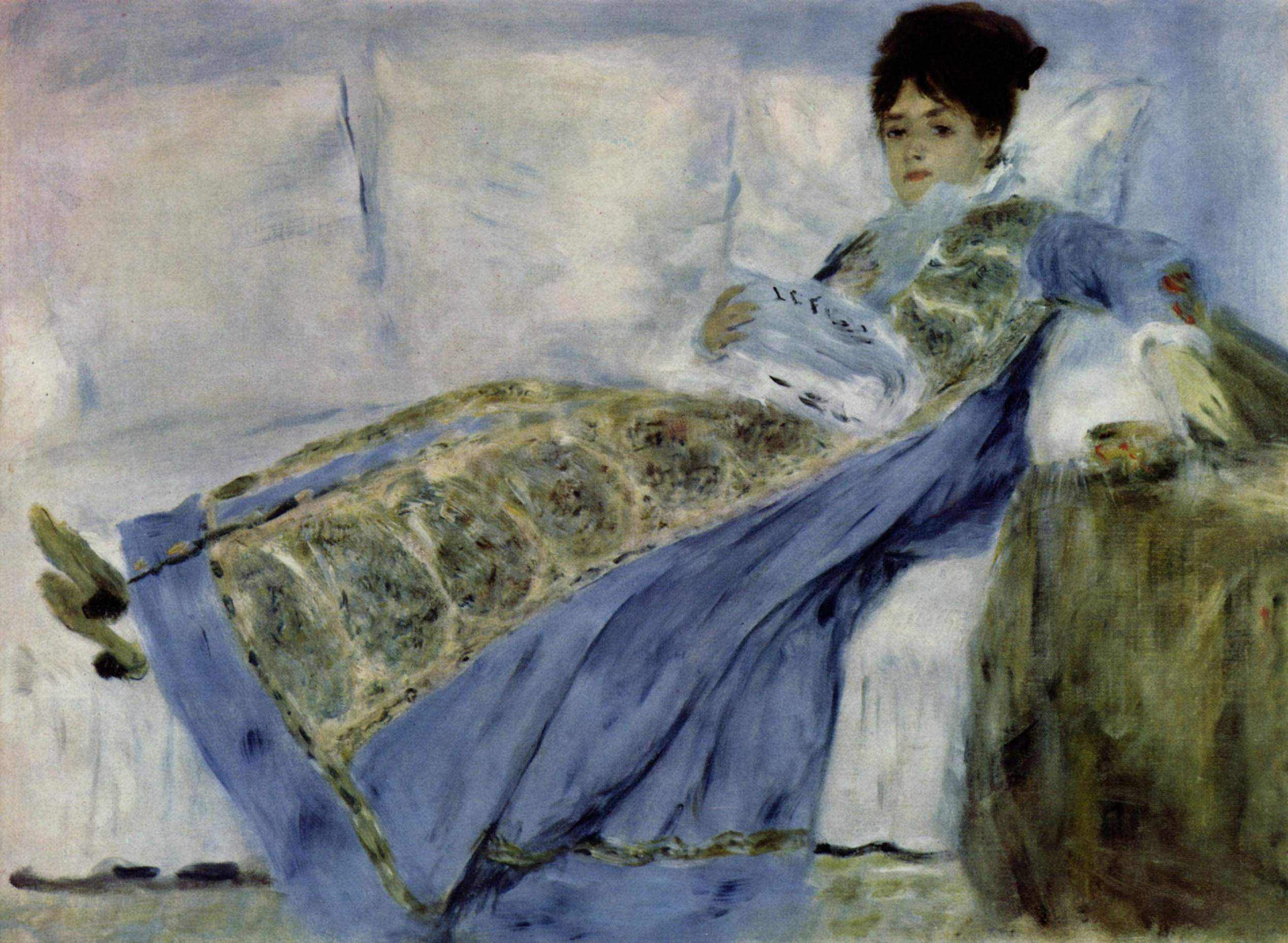
Renoir: Madame Monet lendo o Le Figaro
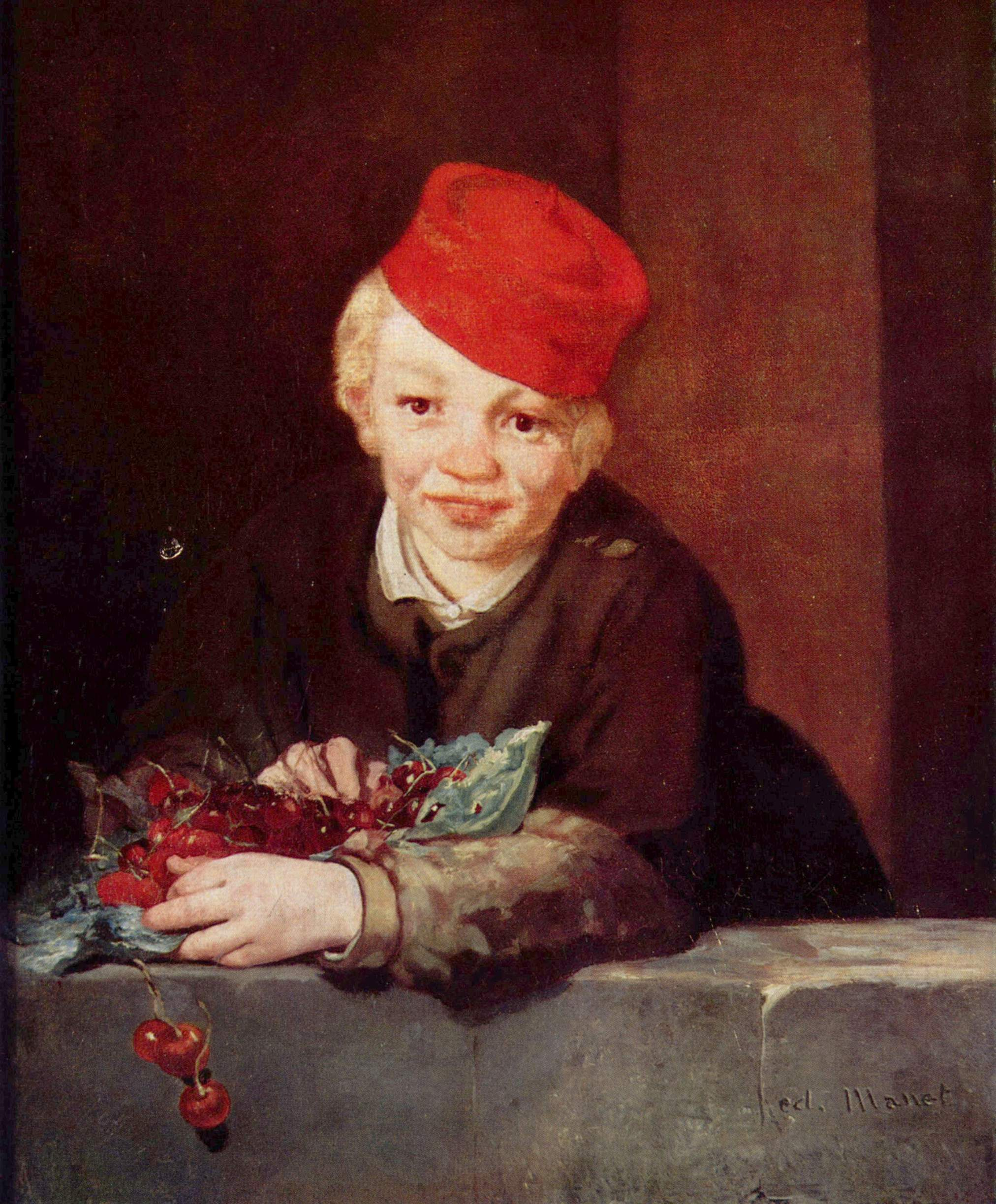
Manet: Menino com cerejas
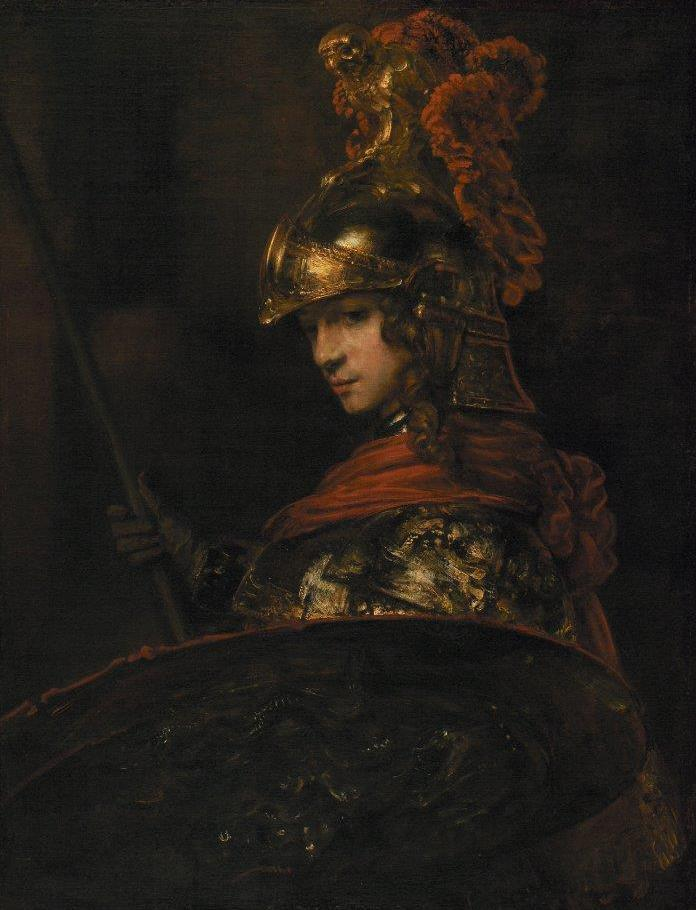
Palas Athena (1695) de Rembrandt